# Chábeli Iglesias
Pour les articles homonymes, voir Iglesias.
Chábeli (María Isabel) Iglesias Preysler, née le 3 septembre 1971, est une journaliste espagnole.

## Biographie
Sa mère est Isabel Preysler. Son père est Julio Iglesias. Ses frères sont Julio Iglesias Jr et Enrique Iglesias.
Lors de l'été 1991, elle devient présentatrice d'un magazine sportif sur Antena 3 nommé Al sol.
En 1993, elle se marie avec Ricardo Bofill junior, fils de Ricardo Bofill. Elle est ensuite mariée à Christian Aldaba.
En 2010, alors qu'elle est enceinte de jumeaux, elle subit une fausse couche.
Elle fait partie du programme télévisé Los Iglesias. Hermanos a la obra diffusé sur RTVE.